# ويليام دبليو. ديكسون
ويليام دبليو. ديكسون (بالإنجليزية: William W. Dixon)‏ هو محامي وسياسي أمريكي، ولد في 3 يونيو 1838 في نيويورك في الولايات المتحدة، وتوفي في 13 نوفمبر 1910 في لوس أنجلوس في الولايات المتحدة. حزبياً، نشط في الحزب الديمقراطي. وقد انتخب عضو مجلس النواب الأمريكي.